# NT5C3A
NT5C3A (англ. 5'-nucleotidase, cytosolic IIIA) – білок, який кодується однойменним геном, розташованим у людей на короткому плечі 7-ї хромосоми. Довжина поліпептидного ланцюга білка становить 336 амінокислот, а молекулярна маса — 37 948.
| 10         |  | 20         |  | 30         |  | 40         |  | 50         |
| ---------- |  | ---------- |  | ---------- |  | ---------- |  | ---------- |
| MRAPSMDRAA |  | VARVGAVASA |  | SVCALVAGVV |  | LAQYIFTLKR |  | KTGRKTKIIE |
| MMPEFQKSSV |  | RIKNPTRVEE |  | IICGLIKGGA |  | AKLQIITDFD |  | MTLSRFSYKG |
| KRCPTCHNII |  | DNCKLVTDEC |  | RKKLLQLKEK |  | YYAIEVDPVL |  | TVEEKYPYMV |
| EWYTKSHGLL |  | VQQALPKAKL |  | KEIVAESDVM |  | LKEGYENFFD |  | KLQQHSIPVF |
| IFSAGIGDVL |  | EEVIRQAGVY |  | HPNVKVVSNF |  | MDFDETGVLK |  | GFKGELIHVF |
| NKHDGALRNT |  | EYFNQLKDNS |  | NIILLGDSQG |  | DLRMADGVAN |  | VEHILKIGYL |
| NDRVDELLEK |  | YMDSYDIVLV |  | QDESLEVANS |  | ILQKIL     |  |            |

A: Аланін

C: Цистеїн

D: Аспарагінова кислота

E: Глутамінова кислота

F: Фенілаланін

G: Гліцин

H: Гістидин

I: Ізолейцин

K: Лізин

L: Лейцин

M: Метіонін

N: Аспарагін

P: Пролін

Q: Глутамін

R: Аргінін

S: Серин

T: Треонін

V: Валін

W: Триптофан

Кодований геном білок за функціями належить до трансфераз, гідролаз, фосфопротеїнів. 
Задіяний у таких біологічних процесах, як метаболізм нуклеотидів, альтернативний сплайсинг. 
Білок має сайт для зв'язування з нуклеотидами, іонами металів, іоном магнію. 
Локалізований у цитоплазмі, ендоплазматичному ретикулумі.